# Щеголь Віктор Андрійович
Щеголь Віктор Андрійович (* 29 травня 1951, Коспаш, Молотовська область, РРФСР, СРСР) — український інженер та управлінець, 5-й генеральний директор Південного машинобудівного заводу.

## Освіта
- Дніпропетровський інженерно-будівельний інститут (1980), спеіалізація «Будівельні машини та обладнання».
- 1968-1971 — учень, Дніпропровський механічний технікум.
- 1971-1973 — служба в армії.

## Кар'єра
- 1973-1993 — слюсар-випробувач, старший інженер-випробувач, начальник випробувальної станції, заступник начальника цеху, ВО «Південний машинобудівний завод».
- 1993-2005 — начальник цеху.
- Січень-жовтень 2005 — помічник генерального директора, заступник гендиректора.
- Жовтень 2005 — січень 2006 — в. о. генерального директора
- 2006–2014 — генеральний директор

## Родина
- Дружина Тамара Матвіївна (1951) — учителька, пенсіонерка.
- Діти: син Андрій (1974) — інженер СТО; дочка Ірина (1982) — інженер-технолог Українського державного хіміко-технологічного університету.

## Нагороди
- Герой України (з врученням ордена Держави, 22 липня 2004).
- Заслужений працівник промисловості України (грудень 1995).